# گسل هریرود
گسل هریرود ناپیوستگی زمین‌شناسی موجود بین بلوک لوت در ایران و بلوک هلمند در افغانستان است که باعث تفاوت در ویژگی‌های زمین‌شناسی دو سوی رودخانه هریرود (مرز ایران و افغانستان) و رود تجن (مرز ایران و ترکمنستان) شده‌است. علاوه بر شواهد روی زمین، اثر این گسل به صورت یک ناپیوستگی ژئوفیزیکی از پهنه توران تا مرز ایران و افغانستان گزارش شده‌است.
مسیر گسل هریرود در ایران تقریباً منطبق بر رودخانه‌های هریرود و تجن است. ادامه جنوبی آن به احتمال از غرب دشت زابل (حد شرقی کوه‌های خاور ایران) گذشته و به زاهدان می‌رسد. این گسل دارای روند شمالی – جنوبی بوده و حدود ۸۲۵ کیلومتر طول دارد. گسترش جغرافیایی سنگ‌های ژوراسیک و کرتاسه ایران و افغانستان در دو سوی این گسل، نشان‌دهنده حرکت چپ‌گرد آن است. با توجه به نقشه زمین‌شناسی ایران چنین استنباط می‌شود که این گسل لبه شرقی جدایش درون‌قاره‌ای کوه‌های خاوری ایران است که ویژگی‌های مشابه با گسل نهبندان دارد.